# 360 Degrees Of Billy Paul
360 Degrees of Billy Paul  é um álbum de estúdio do cantor de soul americano Billy Paul. Este disco foi produzido por Kenny Gamble e Leon Huff. Lançado no ano de 1972, este disco inclui a canção "Me and Mrs. Jones", premiada no Grammy Award de 1972.
| Críticas profissionais | Críticas profissionais |
| Avaliações da crítica  | Avaliações da crítica  |
| Fonte                  | Avaliação              |
| ---------------------- | ---------------------- |
| allmusic               | [ 2 ]                  |
| Robert Christgau       | B-                     |

## Faixas
| N.º            | Título                                                 | Compositor(es)                            | Duração |  |
| 1.             | "Brown Baby"                                           | Kenny Gamble, Leon Huff                   | 4:41    |  |
| 2.             | "I'm Just a Prisoner"                                  | Kenny Gamble, Phil Hurtt, Bunny Sigler    | 8:05    |  |
| 3.             | "It's Too Late"                                        | Carole King, Toni Stern                   | 4:39    |  |
| 4.             | "Me and Mrs. Jones"                                    | Kenny Gamble, Leon Huff, Cary Gilbert     | 4:52    |  |
| 5.             | "Am I Black Enough for You?"                           | Kenny Gamble, Leon Huff                   | 5:22    |  |
| 6.             | "Let's Stay Together"                                  | Al Green, Al Jackson Jr., Willie Mitchell | 6:31    |  |
| 7.             | "Your Song"                                            | Elton John, Bernie Taupin                 | 6:36    |  |
| 8.             | "I'm Gonna Make It This Time"                          | Jean Lang, Bunny Sigler                   | 4:28    |  |
| 9.             | "Me and Mrs. Jones" (Single Version)                   |                                           | 4:45    |  |
| 10.            | "Am I Black Enough for You?" (Single Version)          |                                           | 3:19    |  |
| 11.            | "Me and Mrs. Jones" (Live Version from Live in Europe) |                                           | 9:04    |  |
| Duração total: | Duração total:                                         | Duração total:                            | 44:45   |  |